# ريدز (فلم)
ريدز (بالإنجليزية: Reds) هو فيلم ملحمي تم إنتاجه في الولايات المتحدة وصدر في سنة 1981. الفيلم من إخراج وارن بيتي.

## بطولة
- وارن بيتي
- ديان كيتون
- جاك نيكلسون

### ترشيحات وجوائز
| السنة | الحدث  | الفئة     | النتيجة  |
| ----- | ------ | --------- | -------- |
|       | أوسكار | أفضل مخرج | فـــــوز |

## الميزانية والإيرادات
بلغت تكلفة إنتاج الفيلم حوالي 32 مليون دولار بينما حقق أرباحا تقدر بـ 50,000,000 دولار.

## وصلات خارجية
- مقالات تستعمل روابط فنية بلا صلة مع ويكي بيانات